# Склерофітні чагарники Навітряних островів
Склерофітні чагарники Навітряних островів (ідентифікатор WWF: NT1317) — неотропічний екорегіон пустель і склерофітних чагарників, розташований на Карибах.

## Географія
Екорегіон склерофітних чагарників Навітряних островів розташований на Навітряних островах, які складають південну частину Малих Антильських островів. Ці вулканічні острови простягаються на 450 км з півночі на південь, між 16° і 12° північної широти та між 60° і 62° західної довготи. До складу архіпелагу входять острови Домініка, Мартиніка, Сент-Люсія, Сент-Вінсент, Гренадини та Гренада (з півночі на південь). За 160 км на схід від Сент-Вінсента розташований острів Барбадос — найсхідніший острів Антильського архіпелагу. Барбадос, Гренада, Домініка, Сент-Люсія та Сент-Вінсент і Гренадини є незалежними державами, а Мартиніка — заморським департаментом Франції. 
Вулканічна дуга Малих Антильських островів утворилася внаслідок субдукції Карибської плити під Південноамериканську плиту. Вулканічна активність на островах регіону триває. З геологічної точки зору їх основу складають неогенові та четвертинні потоки лави, шари попелу та пірокластичні відклади. Серед шарів вулканічних порід подекуди зустрічаються вапняки. На Гренаді, Гренадинах і Сент-Вінсенті поширені базальти та базальтові андезити. Як правило, на стрімких схилах цих островів на поверхню виходять застиглі потоки лави, а пологі схили вкриті шарами попелу. Сент-Люсія, Мартиніка та Домініка переважно складаються з кислих андезитів і дацитів. Для цих островів є типовими пірокластичні потоки, вулканокласти та лавові куполи. Ґрунти екорегіону переважно складаються з алювіальних відкладів та попелу, а на західних схилах Домініки — з монтморилонітової глини.
На відміну від Підвітряних островів, які складають північну частину Малих Антильських островів, Навітряні острови характеризуються різким рельєфом та високою кількістю опадів. Таким чином, більша частина Навітряних островів входить до складу екорегіонів вологих лісів Навітряних островів та сухих лісів Малих Антильських островів. Екорегіон склерофітних чагарників Навітряних островів охоплює посушливі прибережні райони на островах Домініка, Мартиніка, Сент-Люсія, Сент-Вінсент та Гренада, а також повністю охоплює більш посушливий острів Барбадос. Деякі прибережні ділянки цих островів входять до екорегіону мангрів Малих Антильських островів.

## Клімат
На більшій частині Навітряних островів переважає екваторіальний клімат (Af за класифікацією кліматів Кеппена), а на Барбадосі — мусонний клімат (Am за класифікацією Кеппена). Панівними вітрами в регіоні є північно-східні пасати, по відношенню до яких архіпелаг знаходиться з навітряної сторони. Влітку та восени в регіоні триває сезон дощів, під час якого часто трапляються урагани та тропічні шторми. Середньорічна кількість опадів у прибережних районах Навітряних островів, що входять до цього екорегіону, коливається від 1000 мм на Домініці та Барбадосі до 1600 мм на Сент-Вінсенті.

## Флора
Рослинний покрив екорегіону представлений невисокими склерофітними деревами і чагарниками, пристосованими до посушливих умов та малородючих ґрунтів. Структура та видовий склад рослинності залежать від ширини та висоти прибережної смуги та ступеня втручання людини.
Основу чагарникових заростей екорегіону складають широколисті довгоплідники (Lonchocarpus heptaphyllus), запашні гуапіри (Guapira fragrans), кампеєві дерева (Haematoxylum campechianum), сріблясті золотолистники (Chrysophyllum argenteum), гаванські еритроксилуми (Erythroxylum havanense), опунції Ділленіуса (Opuntia dillenii) та волохаті кактуси Роєна (Pilosocereus royenii).
На Навітряних островах склерофітні чагарники найчастіше зустрічаються в прибережних районах, які характеризуються високою густотою населення та активно використовуються у сільському господарстві. Так, майже 28 % острова Барбадос займають плантації, на яких вирощують цукрову тростину (Saccharum officinarum). Як наслідок, цей екорегіон особливо вразливий до змін і деградації, спричинених людьми.
Завдяки тому, що на навітряних островах зустрічаються великі масиви вологих лісів, ця частина Малих Антильських островів характеризується високим різноманіттям флори і фауни. Однак на склерофітні чагарники припадає дуже невелика частка їх флористичного різноманіття. Найважливішим рослинним компонентом цього екорегіону є кілька представників родини Кактусові (Cactaceae), які є важливим джерелом їжі для місцевої фауни.

## Фауна
Серед птахів, що зустрічаються в чагарниках екорегіону, слід відзначити пурпуровошийого голуба (Patagioenas squamosa), антильську зенаїду (Zenaida aurita), карибську еленію (Elaenia martinica), антильського піві (Contopus latirostris), чорновусого віреона (Vireo altiloquus), антильського пересмішника (Allenia fusca), жовтодзьобого пересмішника (Margarops fuscatus), чорнощокого зерноїда (Sporophila nigricollis), чорноволого потроста (Melanospiza bicolor) та церебу (Coereba flaveola).
Ендеміками екорегіону є барбадоські вівсянки-снігурці (Loxigilla barbadensis), поширені на Барбадосі, та дуже рідкісні гренадські горлички (Leptotila wellsi), поширені в залишках сухих чагарників на південному заході Гренади. Майже ендемічними представниками регіону є антильські голкохвости (Chaetura martinica), карибські колібрі (Eulampis holosericeus), чубаті колібрі (Orthorhyncus cristatus), гренадські копетони (Myiarchus nugator), бурі дигачі (Cinclocerthia gutturalis), санта-лусійські трупіали (Icterus laudabilis), мартиніцькі трупіали (Icterus bonana), малоантильські танагри (Stilpnia cucullata), малі вівсянки-снігурці (Loxigilla noctis), санта-лусійські вівсянки (Melanospiza richardsoni) та антильські зернолуски (Saltator albicollis).
Серед поширених в екорегіоні плазунів слід відзначити малоантильську ігуану (Iguana delicatissima), бронзового аноліса (Anolis aeneus), мартинікського аноліса (Anolis roquet), домінікського аноліса (Anolis oculatus), сент-вінсентського кущового аноліса (Anolis trinitatis), домінікську амейву (Pholidoscelis fuscatus), домінікську мабую (Mabuya dominicana), сент-люсійського батогохвоста (Cnemidophorus vanzoi), фантастичного малого гекона (Sphaerodactylus fantasticus), гренадського деревного удава (Corallus cookii) та домінікського полоза (Alsophis sibonius). Ендеміками екорегіону є барбадоські сцинки (Alinea lanceolata), барбадоські листопалі гекони (Phyllodactylus pulcher), барбадоські аноліси (Anolis extremus), гренадські деревні аноліси (Anolis richardii), домінікські сліпуни (Antillotyphlops dominicanus) та барбадоські нитчасті змії (Tetracheilostoma carlae).
Єдиними місцевими ссавцями в екорегіоні є рукокрилі, серед яких слід відзначити звичайних молосів (Molossus molossus), антильських плодоїдів (Brachyphylla cavernarum) та майже ендемічних барбадоських нічниць (Myotis nyctor). Усі місцеві ендемічні гризуни, які раніше зустрічалися на Малих Антильських островах, зокрема велетенські барбадоські рисові хом'яки (Megalomys georginae), велетенські сент-люсійські рисові хом'яки (Megalomys luciae), велентенські мартинікські рисові хом'яки (Megalomys desmarestii) та сент-вінсентські карликові рисові хом'яки (Oligoryzomys victus), вимерли незабаром після появи на островах численних інвазивних ссавців. На Малі Антильські острови були інтродуковані свійські кози і свині, свійські коти (Felis catus), хатні миші (Mus musculus), чорні пацюки (Rattus rattus), сірі пацюки (Rattus norvegicus), зелені мартишки (Chlorocebus sabaeus) та південні опосуми (Didelphis marsupialis), які мали значний вплив на місцеву флору і фауну. Особливо руйнівний вплив мала інтродукція хижих малих мангустів (Urva auropunctata). Ці тварини початково були завезені для боротьби з гризунами, однак їх поява в регіоні призвела до вимирання низки видів плазунів, зокрема ендемічних барбадоських полозів (Erythrolamprus perfuscus).

## Збереження
Невеликі розміри та обмежені ресурси Навітряних островів у поєднанні з їх доволі великим населенням є причиною значного виснаження місцевих природних ресурсів. Багато з островів регіону характеризуються нерівним рельєфом, що значно обмежує розбудову інфраструктури та розвиток сільського господарства. Як результат, найвища густота населення спостерігається у прибережних районах. Типовим прикладом є Домініка, де 70 % населення острова живе на більш плоскому, західному боці острова, який є частиною екорегіону склерофітних чагарників Навітряних островів.
Двома основними загрозами для збереження природи цього екорегіону є знищення природного середовища та інтродукція екзотичних видів. За останні століття значну частину місцевих чагарників було знищено та замінено на плантації, на яких вирощували тютюн та цукрову тростину. Барбадос є, мабуть, найбільш екстремальним прикладом, оскільки плантаційне сільське господарство на ньому розвивалося протягом майже 300 років, через що природної рослинності на острові залишилося мало. За останнє століття, з появою індустрії туризму, з'явилася нова загроза. що полягає у будівництві готелів та іншої інфраструктури за рахунок природних ландшафтів. Інтродуковані тварини продовжують здійснювати глибокий вплив на місцеву фауну всіх Малих Антильських островів. Мангусти, здичавілі коти, а подекуди й пацюки полюють на місцевих ящірок і змій, а кози знищують місцеву рослинність, особливо на невеликих острівцях, вкритих склерофітними чагарниками.
Загалом близько 28 % площі екорегіону є заповідними територіями. Основними природоохоронними територіями екорегіону є Національний парк Кабріц на Домініці, Мартинікський регіональний природний парк на Мартиніці та Барбадоський природний заповідник на Барбадосі.